# Modelo econômico anglo-saxão
O Modelo Econômico Anglo-saxão, ou capitalismo anglo-saxão, é assim chamado por ser supostamente praticado em países de língua inglesa, como Reino Unido, Estados Unidos, Canadá, Nova Zelândia, Austrália e República da Irlanda. É um modelo capitalista macroeconômico no qual os níveis de regulação e taxas são baixos e o governo oferece relativamente menos serviços.

## Origem do termo
O termo anglo-saxão denota a região de língua inglesa e provém da ideia francesa de mundo anglo-saxão (le monde anglo-saxon). Faz-se referência à cultura particular na qual há fortes características capitalistas e protestantes.Uma ligação entre capitalismo e protestantismo foi primeiramente descrita por Max Weber em sua obra A ética protestante e o espírito do capitalismo, no século XIX. Não se deve confundir o sentido do termo anglo-saxão aqui utilizado com seu sentido mais comum, que diz respeito aos povos anglos e saxões que povoaram a região da Grã-Bretanha por volta do século V.

## Oposição ao Modelo Continental
Alguns economistas e historiadores afirmam que o modelo anglo-saxão de economia é mais liberal e mais direcionado ao livre mercado do que outras economias capitalistas. Entretanto, aqueles que discordam deste uso do termo argumentam que as economias do mundo anglo-saxão diferem tanto entre si quanto das outras economias do continente europeu.
Essas diferenças podem ser expressas pela política fiscal e o bem estar social: o Reino Unido possui uma política fiscal mais rigorosa que os Estados Unidos, enquanto que os gastos com bem-estar social são bem maiores, proporcionalmente, no Reino Unido do que nos EUA, porém menores em relação a outras nações europeias, como França e Alemanha. Mas, na verdade, o que importa é que, por mais diferentes que sejam, essas economias apresentam sinais de convergência.
Muitas nações da Europa Continental, como França, Itália e Alemanha apresentam uma forma de capitalismo conhecido como Continental ou Renânico. Outras, mesmo estando no continente europeu e não tendo como língua oficial o inglês, apresentam economias com estilo anglo-saxônico. É o caso dos novos integrantes da União Europeia, entre eles Portugal e Espanha.
O debate entre economistas sobre qual sistema é melhor, gira em torno de questões como pobreza, emprego, serviços sociais e desigualdade.De forma sucinta, os dados apontam que economias liberais apresentam prosperidade generalizada, enquanto que economias do Modelo Continental tem menores índices de desigualdade e pobreza.